# 食贫道
食贫道（1984年—）是一名Bilibili美食UP主，本名张竣，又称饼叔，视频主要内容是探访各地的美食，曾是中国中央电视台驻俄罗斯首席记者。入驻B站以来，制作了《古巴大宝荐》、《中东大宝荐》和《小城夜食记》等多部系列作品。其中《小城夜食记》在哔哩哔哩播出之后，在豆瓣获得了8.9的高分评价。2023年开始制作的《东瀛大宝荐》，涉及军国主义，日本核废水排放问题等议题，引发关注。

## 荣誉
“食贫道”个人账号荣获bilibili个人认证：2020年度正能量UP主、bilibili 2020百大UP主。